# Уэлшпул

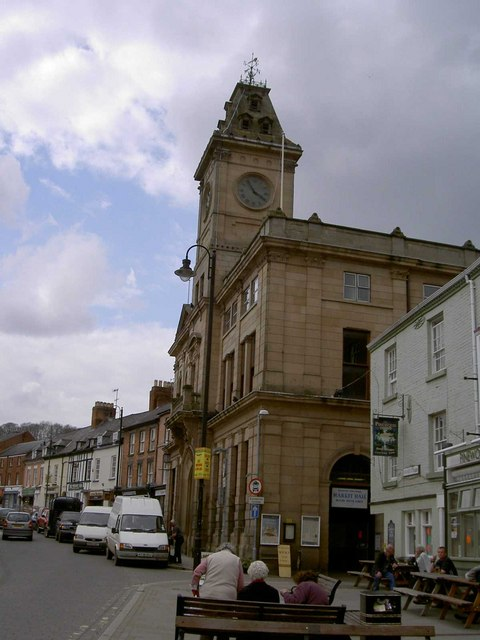
Мэрия Уэлшпула

Уэ́лшпул (валл. Y Trallwng, англ. Welshpool) — город в Уэльсе, четвёртый по величине в округе Поуис. Расположен в 6 км от границы с Англией, на реке Северн. Название города на валлийском языке буквально означает «болотистые земли».
В английском языке был первоначально известен как Пул (англ. Pool), но в 1835 году переименован в Уэлшпул, в связи со схожестью на английский город Пул. Численность населения 6 664 человека (перепись 2011 года). Архитектура города содержит в себе большое количество строений, относящихся к георгианской архитектуре.

## История
Св. Кинфелин считается основателем двух церквей города — Сент-Мэри и Сент-Кинфелин, в «век святых» в Уэльсе (V-VI вв.). Приход Уэлшпула примерно совпадает со средневековым коммотом Истрад-Марчелл в кантреве Истлиг Королевства Поуис. Гора Длинная, находящаяся неподалёку от города, когда-то была опорным пунктом для обороны крепости, когда на месте города ещё были болота. Уэлшпул некоторое время был столицей княжества Поуис Венвинвин, пока его король не был вынужден покинуть свой дворец в Матравале в 1212 году. После 1284 г. Поуис Венвинвин прекратил своё существование. Город был опустошен войсками Оуайна Глиндура в 1400 году во время восстания против английского короля Генриха IV.

## Транспорт
Железнодорожный вокзал Уэлшпула находится на Кембрийской линии. Город также является отправной точкой Уэлшпул-Лланфэрской узкоколейной железной дороги, исторической железной дороги, популярной среди туристов. В городе есть автобусное движение, управляемое Танат-Вэлли-Коучес. Через Уэлшпул проходит полузаброшенный Канал Монтгомери. К югу от города есть аэропорт Уэлшпул, который также известен как Среднеуэльский аэропорт. Три основных магистрали проходят через Уэлшпул: A458, А483 и А490.

## Экономика
Местная экономика в основном основана на сельском хозяйстве и промышленности. Смитфилдский рынок животноводства является крупнейшим однодневным рынком овец в Европе, в то время как промышленные усадьбы города являются домом для множества различных видов мелкой промышленности. Из-за небольших размеров и населения города привлекательность уличных магазинов невелика, поэтому многие жители вынуждены совершать покупки в соседних городах Ньютаун и Шрусбери.

## Образование
В городе есть школы для детей разных возрастов, начальная школа Маес-и-Дре и средняя школа Уэлшпула, в которой учатся ученики в возрасте от 11 до 18 лет.